# Skot (Einheit)
Das Skot (Einheitenzeichen sk) ist eine veraltete Maßeinheit der Dunkelleuchtdichte.
{\displaystyle {\begin{alignedat}{2}\mathrm {1\ sk} &=10^{-3}\ \mathrm {asb} \\&=10^{-3}\ \mathrm {blondel} \end{alignedat}}}
mit
- {\displaystyle \mathrm {asb} } für das Apostilb
- {\displaystyle \mathrm {blondel} } für das Blondel.

## Konvertierung
{\displaystyle {\begin{aligned}1\ \mathrm {sk} &={\frac {10^{-3}}{\pi }}\ \mathrm {\frac {cd}{m^{2}}} &&={\frac {10^{-7}}{\pi }}\ \mathrm {\frac {cd}{cm^{2}}} ={\frac {10^{-7}}{\pi }}\ \mathrm {sb} \\&={\frac {10^{-3}}{\pi }}\ \mathrm {nt} &&=10^{-7}\ \mathrm {la} \end{aligned}}}
mit
- {\displaystyle \mathrm {sb} } für das Stilb
- {\displaystyle \mathrm {nt} } für das Nit
- {\displaystyle \mathrm {la} } für das Lambert.